# Pinguicula balcanica
Pinguícula balcánica (лат.) — вид двудольных растений рода Жирянка (Pinguicula) семейства Пузырчатковые (Lentibulariaceae). Впервые описан в 1962 году.

## Распространение и среда обитания
Есть находки в Албании, Болгарии, Греции, Северной Македонии, Сербии и Турции.
Растёт в субальпийской горной тундре на высоте от 900 до 2500 м над уровнем моря, есть находки в высокогорных сфагновых болотах, вблизи ручьев и влажных скалистых мест в горах. Довольно часто приурочен к влажным, бедным питательными веществами почвам с кислой реакцией.

## Ботаническое описание
Небольшое многолетнее насекомоядное травянистое растение. Корни тонкие, беловатые, на конце неразветвлённые. Листья цельные, тупые, мясистые, желтоватые, с загнутым вверх краем, собраны в прикорневую розетку. Весной листья достигают 20-30 мм в длину и 15-20 мм в ширину, широкояйцевидные, летом имеют длину 20-50 мм и ширину 10-20 мм, приобретают эллиптически вытянутую форму. Цветки располагаются по одному на верхушке железистых стеблей длиной 4-5 (10) см. Венчик длиной 12-20 мм, двулопастной, сине-фиолетовый, внутри волокнистый, с короткой трубкой, короткой верхней и трехчастной нижней губой. Шпорка длиной 3-5 мм, прямая, цилиндрическая. Семена многочисленные, длиной около 0,8 мм.
Цветёт весной, с мая по август, даёт семена с июля по сентябрь. Переживает зиму в спящем состоянии.